# Exorista paligera
Exorista paligera là một loài ruồi trong họ Tachinidae.